# Napięcie mięśniowe
Napięcie mięśniowe (tonus) − zdolność mięśni do przeciwdziałania skurczom biernym na rozciąganie. W warunkach stałego utrzymywania postawy i przy czynnościach codziennych liczne mięśnie są utrzymywane w stanie pewnego napięcia (tonus mięśniowy), tzw. posturalnego lub spoczynkowego, które zapewnia prawidłową postawę, charakteryzującą się symetrią i wyrównaniem posturalnym we wszystkich płaszczyznach.
Zjawiska z tym związane podlegają stałej regulacji ośrodkowej za pośrednictwem dróg piramidowych i pozapiramidowych, a także wpływom układu przedsionkowego i móżdżku.

## Choroby i patologie
W niektórych stanach chorobowych (np. stwardnienie rozsiane, uszkodzenie rdzenia kręgowego) utrzymujące się nadmierne napięcie mięśniowe utrudnia lub uniemożliwia wykonywanie ruchów kończyn. Nabytą i przewlekła choroba, charakteryzująca się szybkim zmęczeniem i osłabieniem mięśni szkieletowych jest miastenia. Patologiczne stany napięcia mięśniowego to stan zmniejszonego napięcia mięśniowego (hipotonia), który dla obniżonego ciśnienia tętniczego nazywany jest hipotensją. Dla zwiększonego napięcia mięśniowego patologia to hipertonia. Nieprawidłowe napięcie mięśniowe jest objawem wielu chorób wrodzonych i przewlekłych zaburzeń, które miały miejsce w dzieciństwie. Osłabienie napięcia mięśni ocznych powoduje zez, który powoduje zmianę kąta patrzenia jednego oka względem drugiego. 